# Thracides
Thracides is een geslacht van vlinders van de familie dikkopjes (Hesperiidae), uit de onderfamilie Hesperiinae.

## Soorten
- T. cleanthes (Latreille, 1824)
- T. joannisii Mabille, 1904
- T. nanea (Hewitson, 1867)
- T. panimeron Druce, 1908
- T. phidon (Cramer, 1779)
- T. smaragdulus (Herrich-Schäffer, 1869)
- T. thrasea (Hewitson, 1870)